# Heteropelma datanae
Heteropelma datanae är en stekelart som beskrevs av Riley 1888. Heteropelma datanae ingår i släktet Heteropelma och familjen brokparasitsteklar. Inga underarter finns listade i Catalogue of Life.